# Ingersheim (Haut-Rhin)
Ingersheim település Franciaországban, Haut-Rhin megyében. Lakosainak száma 4743 fő (2022. január 1.). Ingersheim Wintzenheim, Turckheim, Katzenthal, Ammerschwihr és Colmar községekkel határos.

## Népesség
A település népességének változása:
| Lakosok száma | 4621 | 4612 | 4641 | 4733 | 4678 | 4679 | 4680 | 4680 | 4711 | 4743 |
|               | 2012 | 2013 | 2015 | 2016 | 2017 | 2018 | 2019 | 2020 | 2021 | 2022 |